# Soubey
Soubey är en ort och kommun i distriktet Franches-Montagnes i kantonen Jura, Schweiz. Kommunen har 125 invånare (2023).